# أكناف بيت المقدس
كتائب أكناف بيت المقدس على أرض الشام تنظيم عسكري إسلامي فلسطيني في مخيم اليرموك في دمشق ومشارك بالحرب الأهلية السورية. تأسس عام 2013 من عناصر تركت فصائلها وعملت تحت قيادة جديدة بعد أن رفضت الفصائل تشكيل وحدات حماية بحجة أن ذلك يجنب المخيم الأزمة السورية[بحاجة لمصدر]. أسس أكناف بيت المقدس صلاح أبو صلاح (قيادي بحركة حماس)، وكان يقودها مأمون بشر يوسف الجالودي أبو جودت (اسمه الحركي أبو جعفر أكناف) وهو يحمل الجنسيتين الأردنية والفلسطينية، وتم اعتقاله من قبل الدولة السورية وظهر بمقابلة تلفزيونية بعد اعتقاله وهو مرافق سابق لخالد مشعل ومدرب في حركة حماس. ويتزعم الأكناف حاليا محمد زغموت (اسمه الحركي أحمد المشير) وهو مرافق لخالد مشعل سابقا في حركة حماس وقد شاركت الأكناف في مواجهة الجيش السوري بمناطق جنوب دمشق جنباً إلى جنب مع الجبهة الإسلامية وجيش الإسلام (السوري). بعد اجتياح تنظيم داعش وجبهة النصرة (هيئة تحرير الشام لاحقاً) لمخيم اليرموك بشهر مارس 2015، اعتبر البعض أن تنظيم أكناف بيت المقدس قد انتهى.
بتاريخ 12 تشرين أول\أكتوبر 2017، وقعت كتائب أكناف بيت المقدس وجيش الإسلام وجيش الأبابيل إعلاناً لوقف إطلاق النار جنوب العاصمة السورية دمشق برعاية مصرية وروسية وتم التوقيع في مقر المخابرات العامة المصرية. ويأتي هذا تمهيداً لإنهاء الأزمة السوريّة باشراك فصائل إسلاميّة في الحل النهائي.